# Моноплан Коді
Моноплан Коді або Cody IV був одномоторним монопланом, спроєктованим і побудованим американо-британським піонером авіації, Семюелом Франкліном Коді в 1912 році. Літак був призначений для участі в конкурсі британських військових літаків, але зазнав аварії та розбився ще до початку змагань.

## Дизайн і розробка
У грудні 1911 року Британський Воєнний офіс оголосив конкурс на військовий літак, здатний перевозити пілота та спостерігача для нещодавно створеного Королівського льотного корпусу. Перший приз склав 4000 фунтів стерлінгів, при цьому Воєнний офіс залишав за собою право придбати будь-яку машину, яка отримає цей приз:1.

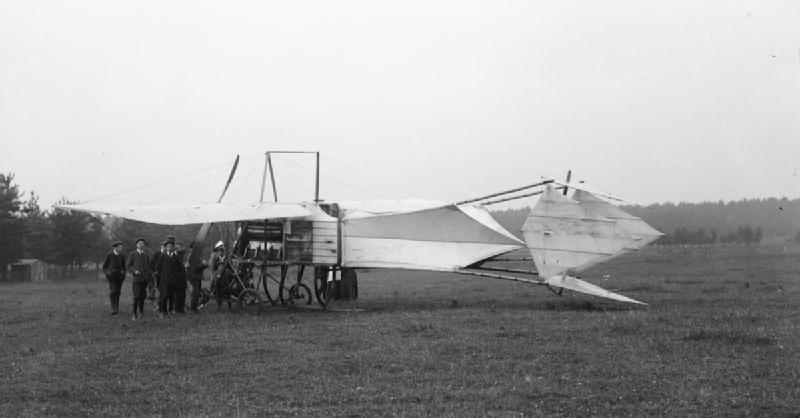
Вигляд Cody IV ззаду, видно нетипове хвостове оперення.

Літак сконструював американський шоумен і піонер авіації Семюел Коді, до того вже відомий як конструктор повітряних зміїв для підйому людей з 1901 року і першого літака британської армії в 1908 році, на якому здійснив перший керований політ літака у Сполученому Королівстві:8–9. Щоб взяти участь у конкурсі Воєнного офісу, Коді вирішив спроєктувати та побудувати новий моноплан, а також взяти участь на своєму попередньому біплані, на якому в 1911 році посів четверте місце на авіаперегонах «Circuit of Britain»:15:15.
Попередні проєкти Коді були біпланами-«качками» зі штовхаючим гвинтом, але новий літак був монопланом з високим крилом і тягнучим гвинтом. Коді оснастив літак двигуном Austro-Daimler 6 потужністю 120 к.с., який придбав після того, як під час перегонів розбився літак Etrich Taube, на якому цей двигун був встановлений:15.
Моноплан Коді мав глибокий фюзеляж, сидіння екіпажу розташовувалися біч-о-біч. Розташування хвостового оперення було незвичайним: з двома рулями висоти та двома рулями повороту, що трималися на чотирьох бамбукових балках, які вели назад від фюзеляжу, а всі рухомі поверхні хвостового оперення утворювали форму короба. Між хвостовими балками була хрестоподібно натягнута тканина. Управління по крену здійснювалося за допомогою викривлення крил. Літак мав шасі з носовою опорою:15:15:581-582.

## Польоти
Моноплан здійснив свій перший політ 21 червня 1912 року:15. Під час польоту 8 липня при посадки перед літаком вибігла корова. Внаслідок аварії літак було сильно пошкоджено, тварина загинула, сам Коді не постраждав:15. Коді використав двигун від моноплана і деталі  попереднього біплана (який також розбився за п'ять днів до того), щоб побудувати новий літак, біплан Cody V, на якому і виграв змагання:198-200.

## Технічні характеристики
Дані з The Airplanes of the Royal Flying Corps (Military Wing):15-16.
- Екіпаж: 2
- Довжина: 11 м
- Розмах крила: 13,26 м
- Висота: 3,81 м[3]:582
- Площа крила: 24 м²
- Вага порожнього: 635 кг
- Силова установка: 1 шестициліндровий рядний двигун Austro-Daimler з водяним охолодженням, 120 к.с. (89 кВт)
- Повітряний гвинт: 2-лопатевий Chauviere[3]:582, діаметр 3,51 м
- Максимальна швидкість: 110 км/год